# معركة فادا
وقعت معركة فادا في الجزء الشمالي من التشاد في عام 1987 وكانت نقطة تحول في الصراع التشادي الليبي.

## مقدمة الأحداث
في بداية عام 1986، سيطر الليبيون على التشاد بالكامل عند 16 درجة شمالاً موازية لخط الاستواء. ومع ذلك، عندما تدخلت فرنسا في البلد من خلال عملية إيبرفييه وثار كوكوني عويدي وقواته المسلحة الشعبية على نصيره السابق الرئيس الليبي معمر القذافي، وأصبح الموقف حرجًا بالنسبة لـالجيش الليبي وواعدًا لـالرئيس حسين هبري.
بدأ هبري، بعدما تيقن من حماية فرنسا للتشاد 16 درجة جنوبًا موازية لخط الاستواء، في حشد جيشه، القوات المسلحة الوطنية التشادية (FANT)، في كاليت، وهو مستودع لوجيستي شيدته فرنسا بالضبط عند 16 درجة موازية لخط الاستواء وملأته بالذخائر والأسلحة والوقود. وزودت فرنسا والولايات المتحدة القوات المسلحة الوطنية التشادية بعدد كبير من شاحنات تويوتا بيك آب وقاذفات صواريخ مضادة للدبابات ومضادة للطائرات، مثل الصواريخ الموجهة المضادة للدروع ميلان. واستعان هجوم القوات المسلحة الوطنية التشادية بقيادة حسن جاموس بحوالي 3000 جندي في المعركة القادمة.

## المعركة
هاجمت هذه القوات الضارية مدينة فادا، عاصمة إنيدي والمعقل الليبي في 2 يناير. وشن حسن جاموس هجومًا مفاجئًا على 1000 جندي ليبي و300-400 عضو في ميليشيا المجلس الثوري الديمقراطي (CDR). وخلال اشتباك لم يستمر طويلاً ولكن كان عنيفًا، دمرت القوات المسلحة الوطنية التشادية تقريبًا اللواء المسلح الليبي الذي كان يدافع عن فادا: قتل 784 ليبيًا ودمرت 92 دبابة تي 55 و33 مركبة قتالية مدرعة من نوع بي إم بي-1 وتم الاستيلاء على 13 دبابة تي 55 و18 مركبة بي إم بي-1، بالإضافة إلى أسر 81 جنديًا ليبيًا. وكانت الخسائر التشادية بسيطة: قتل 18 جنديًا ودمرت ثلاث مركبات تويوتا فقط.
كانت هذه واحدة من أول الانتصارات القتالية التي تستخدم تكتيك الاستعانة بشاحنات خفيفة مسلحة ببنادق آلية أو صواريخ، والتي أصبحت تعرف فيما بعد باسم «تكنيكالز». وقد عكس هذا التكتيك أفعال الهجمات التي شنتها مجموعة الصحراء البعيدة المدى من الحرب العالمية الثانية، ولكن الاختلاف كان في مسرح العمليات؛ حيث كانت مساحته أصغر وعدد الأعداء أقل، ولكن الأسلحة والمعدات المستخدمة كانت أحدث.
على الرغم من أن القدرة التكتيكية للقائد التشادي لعبت دورًا أساسيًا في تحقيق النصر، فإن الصواريخ المضادة للدبابات كانت حاسمة للمعركة. وعندما اجتمعت مع تفوق مركبات التويوتا في سهولة المناورة، فقد أثبتت كفاءتها ضد الدبابات الليبية.

## التداعيات
في يومي 3 و4 يناير، أرسلت القوات الجوية الليبية موجات متعددة من قاذفات القنابل إلى مدينة فادا في محاولة لتدمير المعدات والذخائر التي تم الاستيلاء عليها. ومع ذلك، لم تستطع هذه المحاولات تغيير الحقيقة الجوهرية بأن ليبيا تلقت هزيمة كبرى كانت دليلاً على بداية انتهاء الصراع التشادي الليبي.

## وصلات خارجية
- Operation Epervier نسخة محفوظة 7 أبريل 2008 على موقع واي باك مشين. (باللغة الفرنسية)
- Libyan Wars نسخة محفوظة 21 أغسطس 2013 على موقع واي باك مشين.